# Astragalus parryi
Astragalus parryi är en ärtväxtart som beskrevs av Asa Gray. Astragalus parryi ingår i släktet vedlar, och familjen ärtväxter. Inga underarter finns listade i Catalogue of Life.